# Irszawa
Irszawa (ukr. Іршава, ros. i rus. Иршава, węg. Ilosva, czes. i słow. Iršava, jid. אָרשעווע /Orszewe/) - miasto powiatowe w obwodzie zakarpackim Ukrainy.
Leży na południowych stokach Karpat, nad rzeczką Irszawką, dopływem Borżawy.
Lokalny ośrodek przemysłowy.

## Historia
Pierwsza pisemna wzmianka o Irszawie pochodzi z 1341.
W 1460 król Węgier nadał Irszawę wraz z okolicą miejscowemu rodowi szlacheckiemu Ilosvai, prawdopodobnie ruskiego pochodzenia.
Od 10 października 1946 roku zaczęto wydawać gazetę.
Od 1982 posiada prawa miejskie.
W 1989 liczyła 9873 mieszkańców.
W 2013 liczyła 9221 mieszkańców.